# Zorko Harej
Zorko Harej, glasbenik, kulturni delavec, * 22. december 1921, Dornberk, † 30. januar 2010, Trst.

## Življenje in delo
Zorko Harej se je rodil očetu Antonu, kmetu, in materi Štefaniji (rojeni Vidmar), kmetici. Osnovno šolo je obiskoval v domačem Dornberku, nato je bil v pripravnici v Alojzijevišču v Gorici in v šolskem letu 1933/34 je šel v malo semenišče. Po maturi leta 1941 se je vpisal v bogoslovje, leta 1943 pa je študiral na Univerzi v Ljubljani klasično filologijo. V Gorici je junija 1945 opravil še državno maturo, da se je lahko prepisal na fakulteto za književnost (Lettere) Univerze v Trstu, kjer je jeseni 1948 napravil doktorat iz srednjeveške latinščine.  Dve leti je poučeval na slovenski industrijski šoli pri Sv. Jakobu v Trstu in v Rojanu (1947–1949), potem je na slovenski državni višji realni gimnaziji v Trstu poučeval latinščino in grščino. Avgusta leta 1957 je sprejel službo na RAI na Radiu Trst A, najprej na glasbenem, nato na dramaturškem oddelku, kasneje je vodil večerni pas, radijski urednik je ostal do upokojitve. 
Zorko Harej se je že od otroštva zanimal za glasbo, saj je že s 13. letom v malem semenišču učil nekatere sošolce Vodopivčeve pesmi, pri 16 letih pa je že redno vodil v domači vasi dekliški zbor. Poleg rednega šolskega pouka v glasbi se je učil kompozicijo in skladateljstvo pri Emilu Komelu v Gorici, v Trstu pa pri muzikologu Vitu Leviju in pri glasbeniku Ivanu Grbcu. Vodil je mnogo zborov: v semenišču, v Dornberku, v Ajdovščini, v Opatjem selu, moški zbor v Gorici. Po vojni je istočasno vodil moški zbor v Dornberku, v Trstu mladinski zbor v Dijaškem domu, mešani zbor na Rocolu in moški zbor akadademskega kluba Jadran (do leta 1955). Pomagal je tudi pri tem ali onem zboru, najdlje pri cerkvenem zboru v Bazovici. Leta 1963 je v Trstu za potrebe vzhodnoobredne maše sestavil z nekaterimi bolj veščimi pevci moški zbor (kasneje so ga imenovali Ekumenski zbor in je postal mešani zbor), ki nastopa pri vsakoletni vzhodni maši v okviru osmine za krščansko edinost v mesecu januarju, a tudi na kulturnih prireditvah, občasno je pripravil tudi nekaj samostojnih nastopov. Od leta 1977 do leta 1999 je Harej vodil mešani pevski zbor srbsko pravoslavne cerkve v Trstu , ki poje osemglasno.
S skladateljstvom je Harej začel že leta 1944, ko je za mešani zbor uglasbil tekst sv. Ignacija Duša Kristusova in nato leta 1946 pesem rokovnjačev za dramatizirane Jurčič-Kersnikove Rokovnjače. Potem je včasih kaj skladal iz potrebe ali ker je bil naprošen. Nekoliko več se je začel ukvarjati s skladanjem po letu 1960, ko je napisal več pesmi za moške in mešane zbore,  tako posvetnih kot cerkvenih, z obvezno spremljavo ali brez nje, in tudi nekaj samospevov. Napisal je tudi nekaj maš na liturgično besedilo za mešani zbor, soliste in orgle. Pisal je tudi za mladinske in otroške zbore.
Bil je tudi zelo ploden publicist, saj je pisal poročila in ocene o glasbeni dejavnosti na Tržaškem v Katoliškem glasu, Novem listu, Mladiki, v Gospodarstvu in še kje. Mnogo zanimivih prispevkov je objavil v Koledarjih Goriške Mohorjeve družbe. Leta 1954 je s prof. Otonom Muhrom sestavil Latinsko vadnico za 1. in 2. razred višjih srednjih šol. Napisal je tudi ogromno gesel za Primorski slovenski biografski leksikon.
Potem ko so v marcu leta 1963 ustanovili Zvezo cerkvenih pevskih zborov Trst (ZCPZ), so Zorka Hareja izvolili za predsednika in večkrat je vodil združene zbore. Zveza, ki goji cerkveno in svetno petje, odtlej pripravi štiri večje prireditve letno: revijo odraslih, revijo mladinskih/otroških zborov, božični koncert in strokovni seminar za organiste, zborovodje in pevce. Harej je urejal zbirke, ki jih je izdala ZCPZ, pisal uvode v razne zbirke notnega gradiva, brošure, programe in uvode številnim koncertom.
Zorko Harej je bil dejaven tudi v kulturnem in političnem okolju. V letih univerzitetnega študija je bil član vodstva akademskega kluba Jadran. Od junija leta 1970 do razpusta leta 1976 je bil član pokrajinske šolske komisije v Trstu. Od leta 1970 do leta 1977 je bil predsednik sveta stranke Slovenske skupnosti (SSk), nato član njenega izvršnega odbora, od leta 1979 pa tržaški pokrajinski tajnik SSk. Od leta 1975 do leta 1981 je bil podpredsednik upravnega odbora Slovenskega Stalnega Gledališča v Trstu. Bil je med ustanovitelji Sklada Dušana Černeta in več let v komisiji za podeljevanje Černetove nagrade. Predaval je na Študijskih dnevih Draga. Od leta 1971 do leta 2010 je bil član komisije, ki podeljuje literarno nagrado Vstajenje. V letih 1980 in 1981 je bil pokrajinski odbornik za vprašanje slovenske manjšine, kmetijstvo in stike z javnimi upravami v Trstu. Več let je bil član tržaške škofijske komisije za cerkveno glasbo.
Za zborovodsko dejavnost mu je akademski klub Jadran leta 1955 podelil diplomo častnega člana »za izredne zasluge na kulturnem polju in požrtvovalno delo kot vodja zbora«. Leta 1976 je prejel Gallusovo odličje ZKPO »za uspešno in dolgoletno delo na področju glasbene dejavnosti«. Leta 2022 so pri ZCPZ Trst ponatisnili njegove otroške pesmi z novo instrumentalno spremljavo v spomin na njegovo nesebično delovanje.